# Happy Daze
Happy Daze is het zesde muziekalbum van de Britse band Lindisfarne. De samenstelling bestond uit de tweede generatie, die minder succesvol was dan de eerste. Alan Hull, belangrijkste man van de band, had een soloalbum uitgegeven en kwam voor de fans met matige composities voor dit album, behalve de compositie River, doch dat schijnt volgens overlevering van Ray Jackson al in de late jaren 60 geschreven te zijn. De ego's van Hull en Jackson botsten een beetje en de band viel uit elkaar, terwijl beide de band wilden voortzetten.
Het in 1974 uitgebracht album kwam pas op 15 september 2008 als cd uit, als vervolg op de release van Phantoms van Hull. Het album bevat ook privé-opnamen van Hull.
De keuze voor producer Offord is op het eerste gezicht eigenaardig; hij produceerde voor dit album symfonische rock zwaargewichten Yes en Emerson, Lake and Palmer. Offord mocht dit album produceren omdat Lindisfarne en Yes destijds dezelfde manager hadden. Van invloeden van Yes en ELP is niets te horen. Dezelfde manager was er verantwoordelijk voor dat de band overstapte van Charisma Records naar Elektra.

## Musici
- Ray Jackson – zang (1), (4), (5), (7), (8), (9) mandoline, harp, percussie
- James Alan Hull – zang (3), (7), (10) gitaar, blokfluit
- Thomas Duffy – basgitaar, zang (6), (9)
- Kenneth Craddock – toetsen, zang (11), gitaar
- Keith Alfred Charlie Harcourt – gitaar
- Paul Nichols – slagwerk
- Buddy Bradle en Steve Gregory – blaasinstrumenten

## Composities
1. Tonight (Duffy)(3:25)
2. In your head (Craddock)(3:08)
3. River (Hull)(4:15)
4. You put the laff on me (Hull) (3:53)
5. No need to tell me (Hull)(2:22)
6. Juiced up to lode (Duffy)(2:48)
7. Dealer’s choice (Hull)(2:57)
8. Nelle (Craddock)(3:51)
9. The man down there (Duffy) (3:50)
10. Gin and Tonix all around (Hull)(3:24)
11. Tomorrow (Craddock)(5:12)
12. Dingly Dell (3:55)*
13. Where is my sixpence (2:23)*
14. Do not be afraid (1:57)*
15. Smile (1:49)*
16. Picture a little girl (3:20)*
17. Doctor of love (4:00)*
18. Alright on the night (2:19)*

(*)→bonustracks op cd-versie